# 2018 год в науке
В 2018 году произошли и ожидаются различные научные и технологические события; некоторые из них представлены ниже.

## События

### Январь
- 3 января:

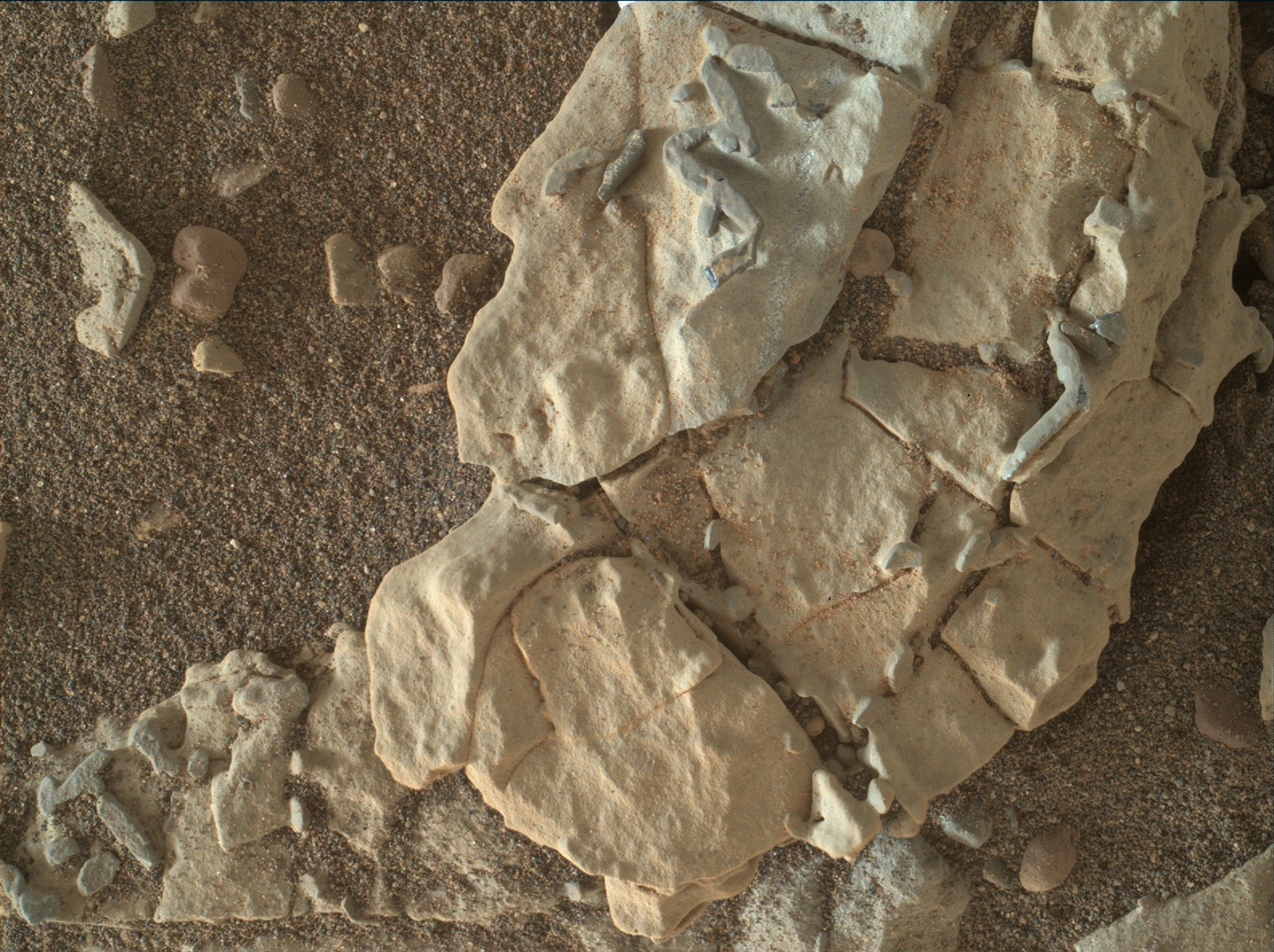
Горная порода на Марсе, запечатлённая ровером «Curiosity».

  - Были обнаружены две критические уязвимости в микропроцессорах: Meltdown и Spectre[1][2][3].
  - Итальянским учёным удалось создать первую бионическую руку с ощущением осязания[4].
  - Открыто существование ранее неизвестного народа, жившего на территории Северной Америки. Учёные дали им название древних берингийцев (Ancient Beringians)[5].
- 5 января — опубликована фотография, сделанная марсоходом «Curiosity». На ней изображена горная порода, которая может иметь геологическое либо биологическое происхождение[6].
- 9 января — американские орнитологи выяснили, что чёрная окраска некоторых видов райских птиц зависит не от пигментации, а благодаря структуре из нановыростов, которая поглощает 99,95 % видимого спектра[7].
- 10 января — анализ обнаруженного в 1996 году в Египте камня «Гипатия» показал, что он может быть старше Солнечной системы[8].
- 11 января:
  - Австралийские исследователи провели новые расчёты, которые показали, что размер галактики Андромеды существенно меньше, чем считалось ранее[9].
  - С помощью АМС Mars Reconnaissance Orbiter планетологи открыли восемь открытых ледниковых залежей на Марсе[10].

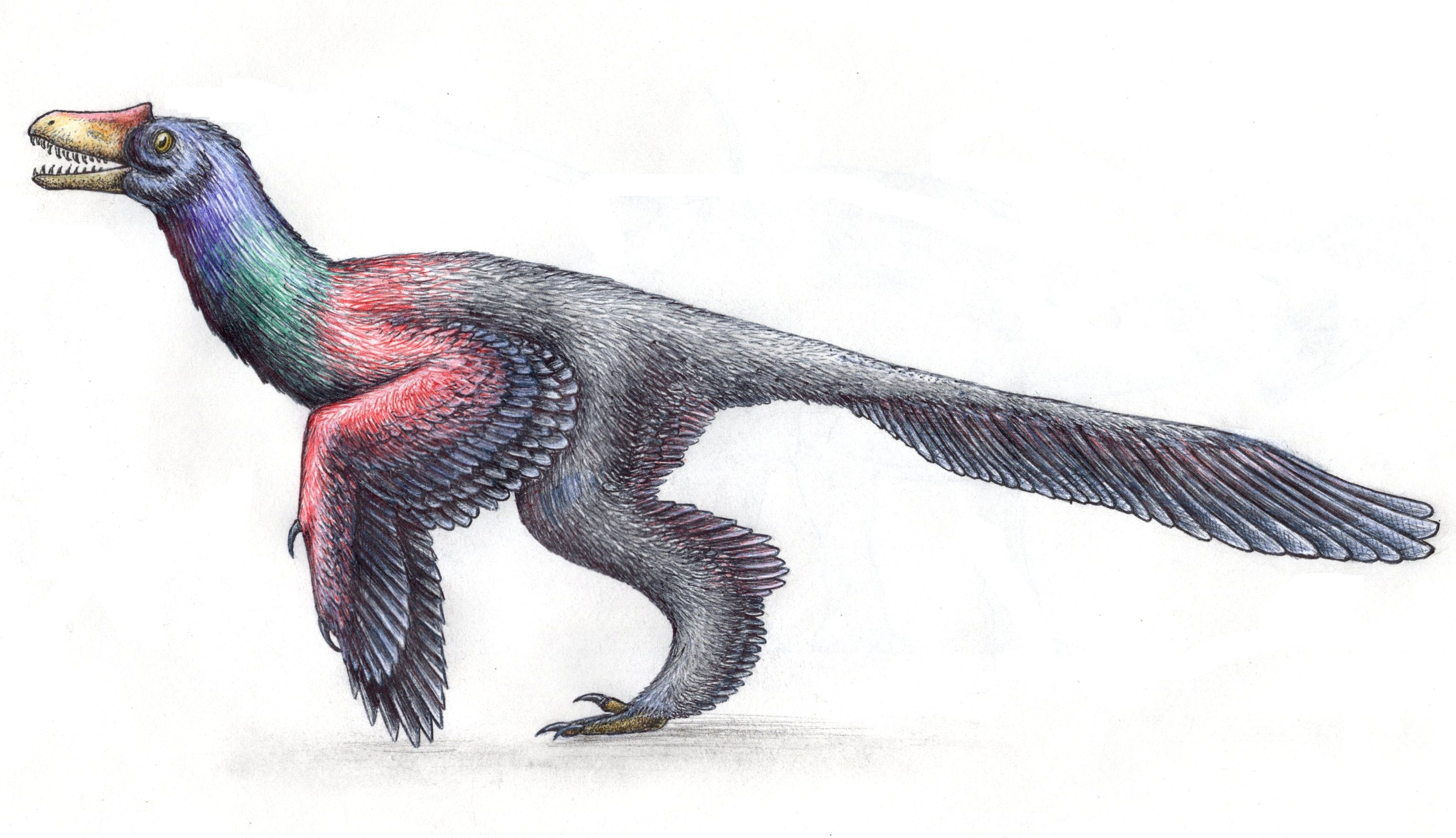
Новый вид динозавров, получивший название Caihong.

- 15 января — определено, что извержение подводного вулкана Гавр[фр.], произошедшее в 2012 году, оказалось крупнейшим за последние 100 лет[11].
- 17 января — описан новый вид динозавров Caihong, обитавших во времена верхнеюрской эпохи на территории современного Китая. В окаменелостях найдены остатки органелл, аналогичным тем, которые у современных птиц отвечают за разноцветное оперение[12].
- 22 января — восточная пума официально признана вымершим подвидом, согласно распоряжению, опубликованному в Федеральном регистре ежедневного журнала правительства США[13].
- 29 января — опубликована работа, в которой уточнены границы палеопротерозойской тектоно-магматической паузы[14].
- 31 января:
  - Лунное затмение, редкое тройное астрономическое явление — суперлуние в сочетании с полным лунным затмением и голубой Луной, не было 155 лет[15].
  - Опубликована работа, в которой описывается механизм окислительной реакции Байера-Виллигера, открытой более ста лет назад[16].

### Февраль

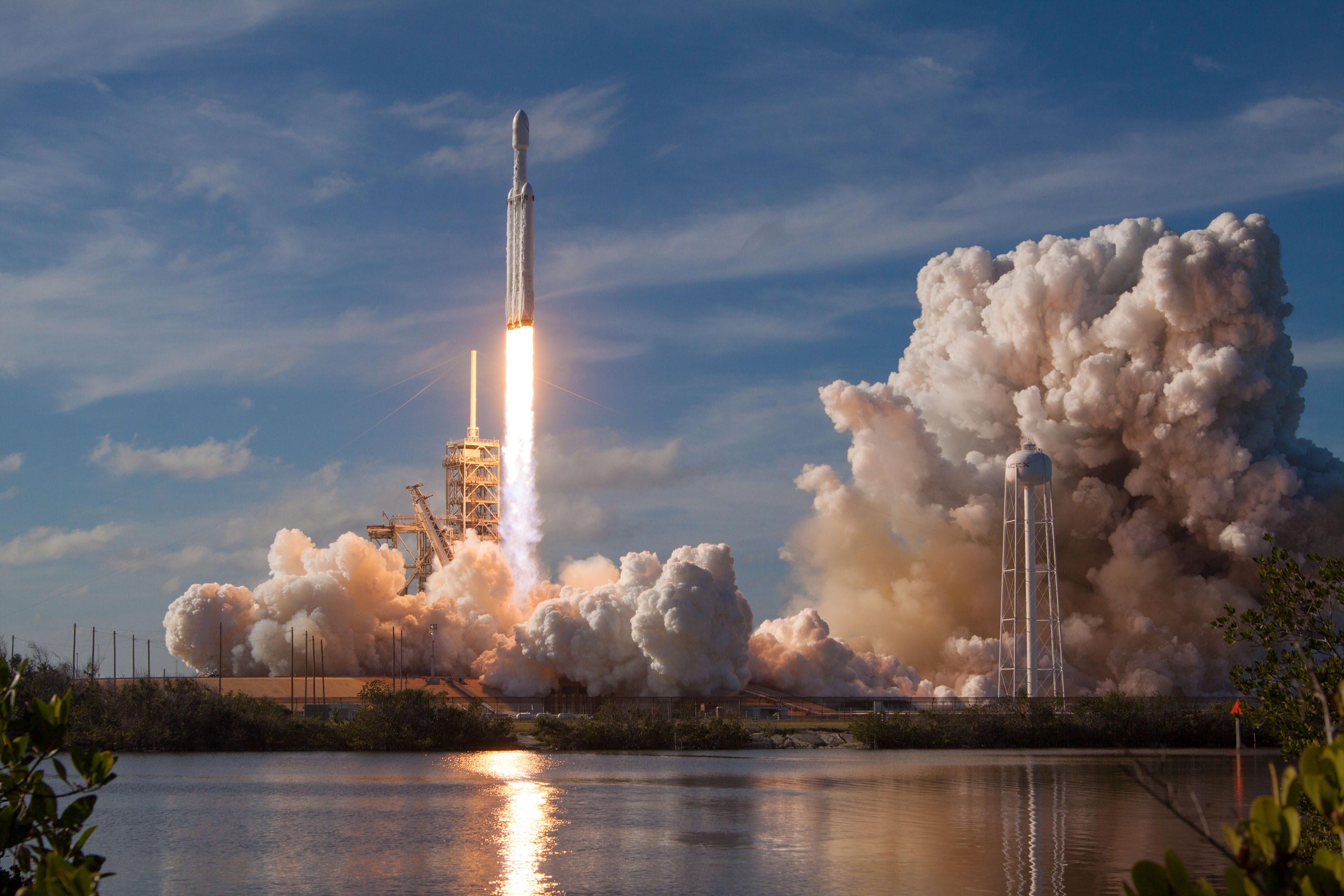
Старт новой ракеты тяжёлого класса «Falcon Heavy».

- 1 февраля — успешный пуск с космодрома «Восточный» ракеты-носителя «Союз-2.1а» с двумя космическими аппаратами «Канопус-В»[17].
- 3 февраля — археологи объявили об обнаружении десятков тысяч построек цивилизации майя[18].
- 4 февраля — американские исследователи определили строение красного технеция — продукта окисления технеция красного цвета[19].
- 6 февраля — состоялся первый тестовый полёт американской ракеты-носителя тяжёлого класса Falcon Heavy[20].
- 13 февраля — пуск с космодрома «Байконур» транспортного грузового корабля «Прогресс МС-08»[21]
- 15 февраля — частное солнечное затмение, которое можно было наблюдать в Антарктиде и Южной Америке[22].
- 16 февраля — американские физики впервые экспериментально зарегистрировали связанные состояния из трёх фотонов[23].
- 20 февраля — подтверждена вспышка самой далёкой сверхновой DES16C2nm, известной науке на данный момент. Она взорвалась около 10,5 млрд лет назад и была зарегистрирована в августе 2016 г[24].
- 23 февраля — британские и немецкие учёные объявили, что древнейшие из найденных наскальных рисунков (возрастом около 65 тыс. лет) были сделаны неандертальцами[25].

### Март
- 3 марта:

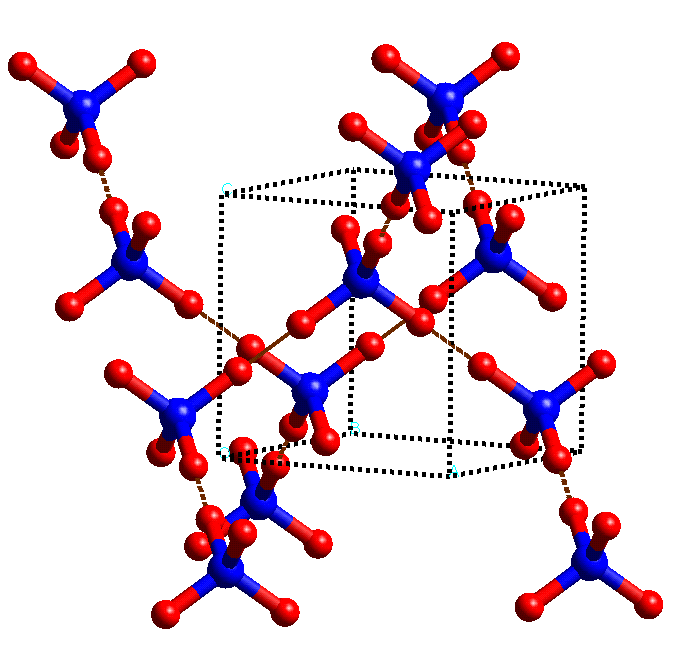
Структура обнаруженной экзотической формы льда, называемой «Лёд VII».

  - Роскосмос и Китайское космическое агентство подписали соглашение о намерениях по сотрудничеству в области исследования Луны и дальнего космоса, а также о создании Центра данных по лунным проектам[26].
  - Генетические исследования ДНК потомков последних правителей Империи инков показал, что предки легендарного Уайны Капака и прочих «сынов Солнца» жили в окрестностях озера Титикака, что согласуется с индейскими легендами[27].
- 4 марта — астрономами из проекта Pan-STARRS объявлено об открытии двух гиперболических астероидов A/2018 C2 и A/2017 U7, которые покинут нашу Солнечную систему[28].
- 5 марта — проведены первые наблюдения на самом мощном интерферометре в мире MATISSE, установленном на VLT[29].
- 6 марта — Google представила квантовый 72-кубитовый процессор под названием Bristlecone[30].
- 8 марта — впервые на Земле обнаружена новая форма льда, называемая Лёд VII, которая может быть распространена на Энцеладе, Европе и Титане[31].
- 9 марта — пуск из Гвианского космического центра ракеты-носителя «Союз СТ-Б» с четырьмя космическими аппаратами O3b F4[32].
- 13 марта:
  - Проведя микротомографию локтевых и плечевых костей археоптерикса рентгеновскими лучами, учёные выяснили, что он был способен к полноценному полёту[33].
  - Подтверждено уменьшение и покраснение Большого Красного Пятна на Юпитере[34].
- 15 марта — Intel объявила о разработке новой линейки процессоров, лишённых уязвимостей Meltdown и Spectre[35].
- 21 марта — пуск с космодрома «Байконур» транспортного пилотируемого космического корабля «Союз МС-08»[36].
- 22 марта — ряд российских СМИ со ссылкой на пресс-службу департамента культурного наследия Москвы сообщило о том, что около Космодамианской набережной в ходе раскопок на кладбище снесённой в советское время церкви Космы и Дамиана в Нижних Садовниках археологи обнаружили 140 артефактов, большинство из которых относятся к XVI — началу XX веков, а самые ранние к XV веку.[37][38][39]
- 28 марта:
  - Новые исследования показали, что вода на Земле оказалась древнее Луны[40].
  - Объявлено об обнаружении галактики NGC 1052-DF2, которая, возможно, лишена тёмной материи[41].

### Апрель
- 2 апреля:

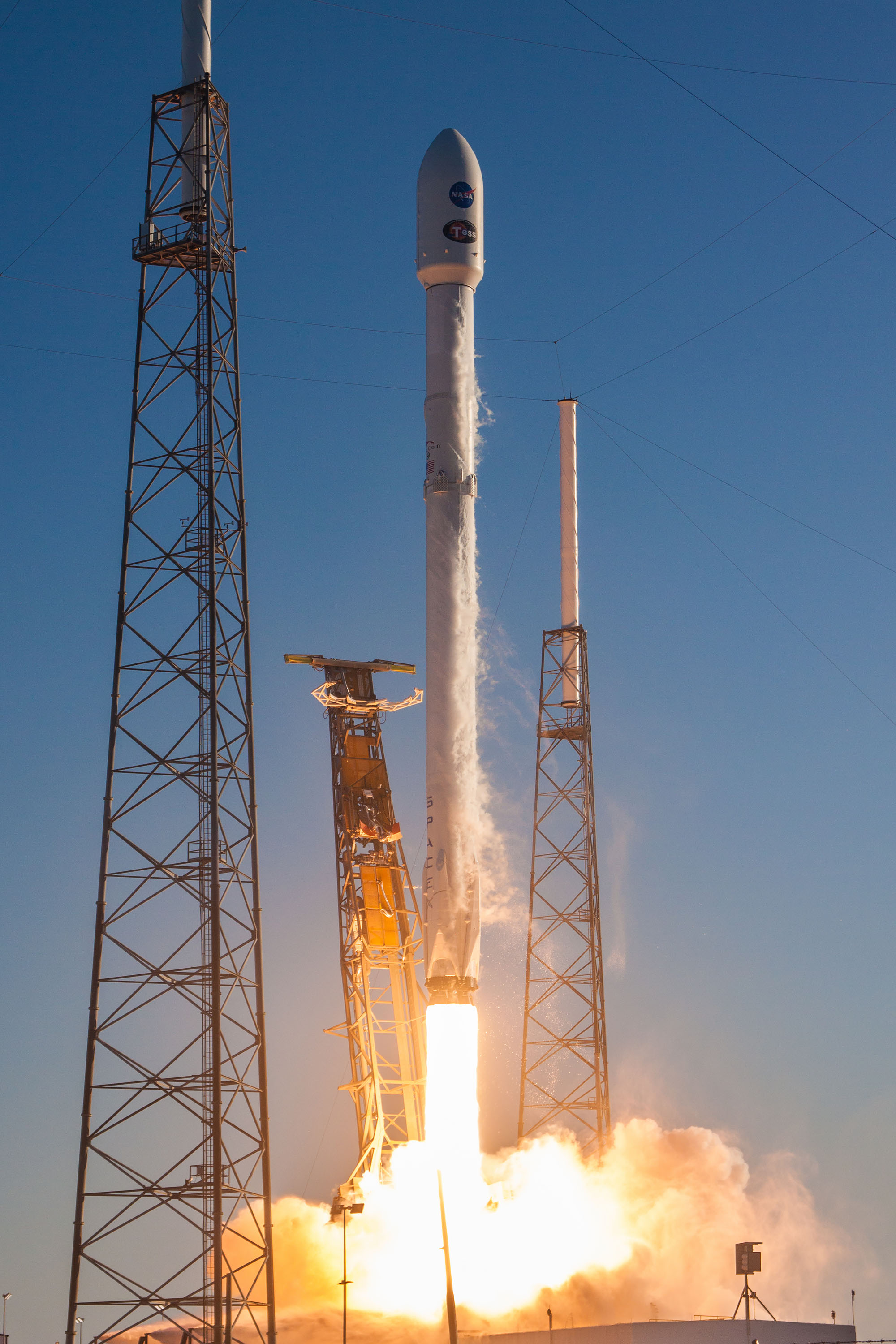
Запуск телескопа TESS, предназначенного для поиска экзопланет.

  - Китайская космическая станция «Тяньгун-1» затоплена в Тихом океане[42].
  - Обнаружена самая далёкая звезда в наблюдаемой Вселенной MACS J1149 Lensed Star 1, получившая также неформальное наименование «Икар»[43].
  - Астрономы впервые обнаружили одиночную нейтронную звезду (1E 0102.2-7219), расположенную за пределами нашей Галактики[44].
- 3 апреля — биологи определили, что гренландские киты регулярно обновляют свой песенный репертуар[45].
- 4 апреля — в центре нашей Галактики обнаружены десятки чёрных дыр; учёные предполагают, что их должно быть больше — до десяти тысяч[46].
- 6 апреля:
  - Официально подтверждено открытие нового класса антибиотиков Odilorhabdin[англ.], анонсированное в 2013 году, а также описан механизм его действия[47].
  - Опубликованы результаты американских археологов, в которых говорится, что 300 тысяч лет назад древние люди транспортировали в Африке (формация Олоргесайли) ценные материалы на большие расстояния и изготавливали краски[48].
- 10 апреля — на дне Тихого океана возле японского острова Минамитори найдены огромные залежи редкоземельных металлов[49].
- 11 апреля — учёные определили, что скорость Гольфстрима снизилась до минимума за полторы тысячи лет[50].
- 16 апреля — впервые открыта экзопланета (KPS-1 b) астрономом-любителем с помощью программного обеспечения, разработанного в Уральском федеральном университете[51].
- 18 апреля:
  - Запуск американского космического телескопа TESS[52][53].
  - В течение двухнедельной экспедиции в морях Индонезии были обнаружены более 40 новых видов морских существ[54].
- 19 апреля — астероид, упавший на Землю в 2008 году, оказался осколком протопланеты, возникшей на ранних этапах формирования Солнечной системы[55].
- 25 апреля — коллаборация учёных, работающих с космическим телескопом Gaia, опубликовала второй массив данных, содержащих местоположение, параллаксы и собственные движения около миллиарда звёзд[56].
- 26 апреля — официально запущен японский коллайдер SuperKEKB[57].

### Май
- 2 мая — впервые у планеты, находящейся вне Солнечной системы, обнаружен в атмосфере гелий. Планета расположена в системе WASP-107[58].
- 3 мая — голландским учёным удалось создать эмбрионы мышей из стволовых клеток[59].
- 5 мая — успешный запуск американского космического аппарата для исследования Марса InSight[60].
- 9 мая — проанализировав геномы останков 137 людей, учёные предположили, что Юстинианова чума была принесена гуннами из Азии[61].
- 15 мая — в Китае завершён проект имитации нахождения людей на Луне в течение 370 суток. Добровольцы находились на условной лунной станции, ставя различные эксперименты по выращиванию растений[62].
- 16 мая — в галактике MACS1149-JD1 обнаружен кислород, оставшийся после взрывов самых древних звёзд[63].
- 21 мая — астрономы объявили, что астероид 2015 BZ509 является межзвёздным объектом, оказавшимся в поле тяготения Юпитера и оставшимся на его орбите[64].
- 30 мая — впервые создана роговица человеческого глаза с помощью 3D-принтера[65].

### Июнь
- 4 июня — на конференции LHCP2018 учёные объявили о том, что на БАК было проведено самое точное измерение механизма Хиггса[66].
- 5 июня — американские биологи впервые получили в лаборатории синтетический человеческий прион[67].
- 6 июня — обнаружены отпечатки конечностей живого существа, оставленные, предположительно, около полумиллиарда лет назад. По всей вероятности, оно обладало двусторонней симметрией[68].
- 7 июня — НАСА объявило о том, что ровер Curiosity обнаружил на Марсе органические соединения, возраст которых определяется в 3,5 миллиарда лет. Также марсоход определил сезонные изменения количества метана в атмосфере, что может указывать на их биологическое происхождение[69].
- 8 июня — в США введён в строй новый, самый мощный на данный момент, суперкомпьютер Summit[70].
- 11 июня — в Германии стартовал проект по определению массы нейтрино с помощью инструмента KATRIN[71].
- 16 июня — зарегистрирована сверхмощная вспышка AT2018cow, похожая на сверхновую, однако её природа пока не известна[72].
- 20 июня — учёные объявили об успешном создании генно-модифицированных свиней, устойчивых к репродуктивно-респираторному синдрому[англ.][73]
- 21 июня — выполнена самая точная проверка общей теории относительности Эйнштейна вне Млечного Пути[74].
- 27 июня:
  - Японский зонд Хаябуса-2 вплотную приблизился к своей цели — астероиду (162173) Рюгу[75].
  - Объявлено, что астероид 1I/Оумуамуа стал ускоряться, что объясняется его кометной активностью[76].

### Июль
- 13 июля — частное солнечное затмение.
- 27 июля — полное лунное затмение.

### Август
- 11 августа — частное солнечное затмение.
- 12 августа — старт космического аппарата Solar Probe Plus, предназначенного для изучения Солнца[77].

### Октябрь
- Старт европейско-японского космического аппарата для исследования Меркурия BepiColombo.
- Старт индийского космического аппарата для исследования Луны Chandrayaan-2[78].

### Ноябрь
- 22 ноября — Институт географии РАН отметил своё 100-летие[79]
- 26 ноября — состоялась посадка на Марс космического аппарата InSight[60].

### Декабрь
- 7 декабря — был запущен китайский космический аппарат для исследования Луны Chang'e 4.

## Награды
- Медаль Копли:
- Медаль Румфорда:
- Медаль Уолластона в геологии:

- Нобелевская премия
  - Физика:
  - Химия:
  - Физиология и медицина:
  - Экономика:
- Премия Бальцана:

## Скончались
- 18 февраля — Гюнтер Блобел, американский биолог немецкого происхождения, лауреат Нобелевской премии по физиологии или медицине 1999 года (род. 1936).
- 22 февраля — Ричард Эдвард Тейлор, канадско-американский физик, лауреат Нобелевской премии по физике 1990 года (род. 1929).
- 24 февраля — Сергей Леонидович Тихвинский, советский и российский историк, дипломат, действительный член Российской академии наук (род. 1918).
- 14 марта — Хокинг Стивен, английский физик теоретик (род.1939)
- 10 ноября — Пузаченко, Юрий Георгиевич (78) — советский и российский географ, профессор географического факультета МГУ .
- 16 ноября — Зигмунд Скорзински (95) — польский социолог и общественный деятель.[80]
- 25 ноября — Семихатов, Михаил Александрович (86) — советский и российский геолог, академик РАН (1994) .
- 9 декабря — Джаккони, Риккардо (87) — итало-американский физик и астроном, создатель рентгеновской астрономии.